# Длинные циклы в экономике
Длинные циклы в экономике — экономические циклы с длительностью более 10 лет. Иногда называются по именам их исследователей.

## Разновидности длинных циклов в экономике
- Инвестиционные циклы (7-11 лет) изучил Клеман Жюгляр. Данные циклы, видимо, имеет смысл рассматривать в качестве среднесрочных, а не длинных[1].
- Инфраструктурные инвестиционные циклы (15-25 лет) изучил нобелевский лауреат Саймон Кузнец.
- Циклы Кондратьева (45-60 лет) описал российский экономист Николай Кондратьев. Именно эти циклы чаще всего и обозначают как «длинные волны» в экономике.